# Osnovi crnogorskog nacionalizma
Osnovi crnogorskog nacionalizma naslov je knjige Savića Markovića Štedimlije, crnogorskog političara, povjesničara i književnika koja je u nakladi Političke biblioteke "Putovi" tiskana u Zagrebu 1937.

### Sadržaj
Knjiga na 127 strana sadrži tri poglavlja: Crvena Hrvatska i njeni kulturni tragovi; Pretapanje imena Crvena Hrvatska u Crna Gora; Između dva nacionalizma. 

### Kontekst
Glavna se Markovićeva teza povijesne etnogeneze Crnogoraca oslanja na poznatu studiju Die sudslavisehe Frage und der Weltkrieg. Ubersichtliche Darstellung des Gesamt – Problems. Manzsche K.u.K. Hof-,Verlags-u. Universitätsbuchhandlung, Wien 1918 hrvatskoga znanstvenika dr.Iva Pilara (pod pseudonimom von L. v. Suedland)
Dr. Pilar je stajališta da se Dukljansko kraljevstvo iz 10. stoljeća razvilo iz Crvene Hrvatske, koju čine “današnja Hercegovina i Crna Gora” a "koja je prvotno hrvatska naseobina". No, tvrdi, kako je u 11. st.  ona kontaminirana Srbima iz Raške  "toliko, da od 11. st. ne možemo Duklju više smatrati čisto hrvatskom nego miješanom hrvatsko-srbskom državnom tvorevinom”. Dr. Pilar te 1918. nije mislio da Crnogorci postoje kao poseban narod: "Poznajemo četiri naroda Južnih Slavena: Slovence, Hrvate, Srbe i Bugare" (isto, str.3).

### Glavna teza
Za razliku od dr. Pilara, Savić Marković u svojoj knjizi Osnovi crnogorskog nacionalizma 1937. tvrdi da je crnogorska nacija, unatoč tadašnjih teških, diskriminacijskih uvjeta, povijesna realnost i da će to u budućnosti postati bjelodano. On je za prvotno etničko podrijetlo Crnogoraca smatrao hrvatsko, no nikada nije želio ili tvrdio, niti je smatrao mogućim, da bi suvremeni Crnogorci mogli biti bilo što osim - Crnogorci. 

### Citati
U bitnome je Marković u Osnovama crnogorskog nacionalizma saopštio sljedeće:
- "Crnogorci su nekoliko stotina godina, prilično samostalno izdvojeni, na jednistvenom i neprekidnom teritoriju međusobno općili i zajednički živjeli. Tako je njihova nacija istorijski postala zajednica jezika, teritorije, ekonomskog života i psihičke konstitucije, izražene u zajednici sveukupne njihove duhovne i materijalne kulture". (str.9)

- "Pretci današnjih Crnogoraca došli su u svoju zemlju kao Hrvati i tu, pod tim imenom, živjeli nekoliko vjekova".(str.10).

- “Za zemlje Crvene Hrvatske bio je u upotrebi obično naziv Duklja, Primorske strane, a kasnije Zeta". (str.38)

- “Zeta je postepeno postala zasićena srpskim stanovništvom, kojem je ona ukazivala gostoprimstvo. Dok su doseljenici kao žrtve političkih borbi i ratnih neuspjeha donosili jače razvijenu političku svijest i veću borbenost, dotle je kod domorodaca bila veća kulturna i civilizatorska premoć. U pomirenju ovih razlika logično je bilo da pobijede i održe se u zemlji obilježja političkih nastojanja došljaka, a kulturna i civilizacijska sadržina narodnog i državnog života i uređenja domorodaca. Postepeno je tako stvoren jedan novi tip države s nacionalnim imenom došljaka (srpskim) i političkim težnjama, koje su oni donijeli sobom, a s kulturnom orijentacijom i civilizacijom domorodaca, koje su bili nasljedili od svojih predaka, Crvenih Hrvata". (str.41)

- "U konačnom sukobu dviju suprotnosti istok-zapad, u Crnoj Gori, a u nedostatku onih političkih razloga, koju su navodili Njegoša da se orijentira prema istoku, u ovoj zemlji danas odnosi trijumfalnu pobjedu duh zapadne kulture i civilizacije, duh odbrane tradicija čuvanih vjekovima predaka današnjih Crnogoraca. Vođena tim duhom ona polazi u budućnost putevima kojima se kreću veliki zapadni narodi, a da li će njeno kretanje biti za njima ili s njima, zavisiće od brzine, kojom će Crna Gora stresti s površine lica svoga naslagane slojeve mrtve istorijske prašine, koju su za sobom ostavili mučni događaji iz njene duge prošlosti”. (51. – 52.)